# Großer Preis von Europa 1996
Der Große Preis von Europa 1996 (offiziell XL Grand Prix of Europe) fand am 28. April auf dem Nürburgring in Nürburg statt und war das vierte Rennen der Formel-1-Weltmeisterschaft 1996.

## Berichte

### Hintergründe
Nach dem Großen Preis von Argentinien führte Damon Hill in der Fahrerwertung mit 18 Punkten vor Jacques Villeneuve und mit 20 Punkten vor Jean Alesi. In der Konstrukteurswertung führte Williams-Renault mit 29 Punkten vor Benetton-Renault und mit 32 Punkten vor Ferrari.
Vor dem Rennwochenende gab es einen Fahrerwechsel: Bei Minardi kehrte Giancarlo Fisichella für Tarso Marques zurück, welcher die vorherigen zwei Rennen bestritt.
Forti brachte das neue Chassis FG-03 mit auf die Strecke, die Autos mussten aber noch zusammengebaut werden und die Fahrer traten daher mit dem alten Chassis in der Qualifikation an.
Mit Michael Schumacher (einmal) trat ein ehemaliger Sieger zu diesem Grand Prix an.

### Training
Vor dem Rennen fanden zwei Trainingseinheiten statt: Die erste am Freitagmorgen und die zweite am Samstagmorgen.
Im ersten freien Training am Freitag erzielte Hill mit einer Zeit von 1:20,853 Minuten die Bestzeit vor Schumacher und Mika Häkkinen.
Am Samstag im zweiten freien Training konnte sich Hill erneut mit einer Zeit 1:19,546 Minuten die Bestzeit vor Schumacher und Villeneuve sichern.

### Qualifying
Hill sicherte sich mit einer Zeit von 1:18,941 Minuten die Pole-Position vor Villeneuve und Schumacher. Für Hill war es die 14. Pole-Position in der Formel-1-Weltmeisterschaft. Beide Forti-Ford-Piloten Andrea Montermini und Luca Badoer scheiterten an der 107-Prozent-Regel und konnten sich nicht für das Rennen qualifizieren.

### Warm Up
Die Fahrer gingen am Sonntagmorgen zu einer 30-minütigen Aufwärmsitzung auf die Strecke. Hill erzielte die Bestzeit vor den beiden Benetton von Alesi und Gerhard Berger. Somit hatte Hill in bisher jeder Session die Bestzeit inne.

### Rennen
Hill erwischte einen schlechten Start und fiel hinter Villeneuve, David Coulthard, Rubens Barrichello und Schumacher zurück auf Platz 5. Beide Benetton-Autos starteten aufgrund der Fehlbedienung des neuen manuellen Blockiersystems der Vorderradbremse extrem langsam. Berger musste dann wegen eines Reifenschadens in der ersten Runde bereits an die Box gehen, während Alesi nach einem riskanten Versuch, Mika Salo zu überholen, aus dem Rennen ausschied. Villeneuve konnte sich derweil vorne absetzen, da Coulthard die Verfolger aufhielt.
Am Ende der fünften Runde passierte Schumacher in der letzten Kurve ein kleiner Fehler, welchen Hill direkt ausgenutzt und Schumacher überholt hat. Der Engländer versuchte dann, auch Barrichello zu überholen, der sich jedoch dank der guten Höchstgeschwindigkeit seines Jordan wehren konnte. Währenddessen versuchte Olivier Panis Eddie Irvine zu überholen, da dieser durch technische Probleme eingebremst wurde. Die beiden berührten sich jedoch und schieden aus. Durch den Ausfall der beiden rückte Heinz-Harald Frentzen auf den siebten Platz vor.
Kurz vor der ersten Serie von Boxenstopps wurde Hill plötzlich langsamer und spürte ein unberechenbares Verhalten seines Autos. Während seines Tankvorgangs überprüften die Williams-Techniker den Wagen lange und schickten ihn mitten in einer Gruppe zurück auf die Strecke. Ein paar Runden später versuchte er darüber hinaus Pedro Diniz in der Dunlop-Haarnadelkurve zu überholen, die beiden berührten sich allerdings und kamen schließlich von der Strecke ab. Hill landete danach sogar auf dem zehnten Platz. Villeneuve behielt ohne Probleme die Führung, während sich hinter ihm Schumacher von Coulthard und Barrichello, welcher durch ein Problem mit der Tankleitung langsamer wurde, absetzen konnte und sich auf die Verfolgung des Kanadiers machte. Villeneuve bewältigte die Situation jedoch effektiv und obwohl der Vorsprung auf seinen Rivalen in den letzten Runden unter eine Sekunde schrumpfte, gelang es Schumacher nie, einen echten Angriff zu starten.
Villeneuve gewann das Rennen vor Schumacher und Coulthard. Villeneuve schlug seinen Teamkollegen und Pole-Setter Hill vom Start weg, führte alle 67 Runden und holte sich seinen ersten Formel-1-Sieg in seinem erst vierten Rennen. Hill wurde Vierter, Barrichello Fünfter. Martin Brundle sicherte sich mit dem sechsten Platz einen Punkt. 
Häkkinen erhielt bei seinen beiden Boxenstopps jeweils eine Stop-and-Go-Strafe von 10 Sekunden, wegen Geschwindigkeitsüberschreitungen in der Boxengasse. Es stellte sich heraus, dass es ein Problem mit seinem Boxengeschwindigkeitsbegrenzer gab.
Die Tyrrell wurden wegen unterschiedlicher Verstöße disqualifiziert – Salo belegte den 10. Platz, nach dem Rennen wurde allerdings festgestellt, dass sein Auto untergewichtig war, während Ukyō Katayama den 12. Platz belegte, aber wegen eines illegalen Anschubs in der Einführungsrunde disqualifiziert wurde.
Hill sicherte sich mit 1:21,363 Minuten die schnellste Rennrunde.
In der Fahrerwertung blieben die ersten drei Positionen unverändert. In der Konstrukteurswertung konnte Williams-Renault seine Führung ausbauen und Ferrari zog an Benetton-Renault vorbei auf Platz zwei.

## Meldeliste
| Team                        | Nr. | Fahrer                | Chassis        | Motor                 | Reifen |
| --------------------------- | --- | --------------------- | -------------- | --------------------- | ------ |
| Scuderia Ferrari SpA        | 01  | Michael Schumacher    | Ferrari F310   | Ferrari 3.0 V10       | G      |
| Scuderia Ferrari SpA        | 02  | Eddie Irvine          | Ferrari F310   | Ferrari 3.0 V10       | G      |
| Mild Seven Benetton Renault | 03  | Jean Alesi            | Benetton B196  | Renault 3.0 V10       | G      |
| Mild Seven Benetton Renault | 04  | Gerhard Berger        | Benetton B196  | Renault 3.0 V10       | G      |
| Rothmans Williams Renault   | 05  | Damon Hill            | Williams FW18  | Renault 3.0 V10       | G      |
| Rothmans Williams Renault   | 06  | Jacques Villeneuve    | Williams FW18  | Renault 3.0 V10       | G      |
| Marlboro McLaren Mercedes   | 07  | Mika Häkkinen         | McLaren MP4/11 | Mercedes-Benz 3.0 V10 | G      |
| Marlboro McLaren Mercedes   | 08  | David Coulthard       | McLaren MP4/11 | Mercedes-Benz 3.0 V10 | G      |
| Ligier Gauloises Blondes    | 09  | Olivier Panis         | Ligier JS43    | Mugen-Honda 3.0 V10   | G      |
| Ligier Gauloises Blondes    | 10  | Pedro Diniz           | Ligier JS43    | Mugen-Honda 3.0 V10   | G      |
| B&H Total Jordan Peugeot    | 11  | Rubens Barrichello    | Jordan 196     | Peugeot 3.0 V10       | G      |
| B&H Total Jordan Peugeot    | 12  | Martin Brundle        | Jordan 196     | Peugeot 3.0 V10       | G      |
| Red Bull Sauber Ford        | 14  | Johnny Herbert        | Sauber C15     | Ford Zetec-R 3.0 V10  | G      |
| Red Bull Sauber Ford        | 15  | Heinz-Harald Frentzen | Sauber C15     | Ford Zetec-R 3.0 V10  | G      |
| Footwork Hart               | 16  | Ricardo Rosset        | Footwork FA17  | Hart 3.0 V8           | G      |
| Footwork Hart               | 17  | Jos Verstappen        | Footwork FA17  | Hart 3.0 V8           | G      |
| Tyrrell Yamaha              | 18  | Ukyō Katayama         | Tyrrell 024    | Yamaha 3.0 V10        | G      |
| Tyrrell Yamaha              | 19  | Mika Salo             | Tyrrell 024    | Yamaha 3.0 V10        | G      |
| Minardi Team                | 20  | Pedro Lamy            | Minardi M195B  | Ford EDM 3.0 V8       | G      |
| Minardi Team                | 21  | Giancarlo Fisichella  | Minardi M195B  | Ford EDM 3.0 V8       | G      |
| Forti Grand Prix            | 22  | Luca Badoer           | Forti FG02     | Ford Zetec-R 3.0 V8   | G      |
| Forti Grand Prix            | 23  | Andrea Montermini     | Forti FG02     | Ford Zetec-R 3.0 V8   | G      |

## Klassifikationen

### Qualifying
| Pos.                                                                       | Fahrer                | Konstrukteur       | Zeit     | Start |
| -------------------------------------------------------------------------- | --------------------- | ------------------ | -------- | ----- |
| 01                                                                         | Damon Hill            | Williams-Renault   | 1:18,941 | 01    |
| 02                                                                         | Jacques Villeneuve    | Williams-Renault   | 1:19,721 | 02    |
| 03                                                                         | Michael Schumacher    | Ferrari            | 1:20,149 | 03    |
| 04                                                                         | Jean Alesi            | Benetton-Renault   | 1:20,711 | 04    |
| 05                                                                         | Rubens Barrichello    | Jordan-Peugeot     | 1:20,818 | 05    |
| 06                                                                         | David Coulthard       | McLaren-Mercedes   | 1:20,888 | 06    |
| 07                                                                         | Eddie Irvine          | Ferrari            | 1:20,931 | 07    |
| 08                                                                         | Gerhard Berger        | Benetton-Renault   | 1:21,054 | 08    |
| 09                                                                         | Mika Häkkinen         | McLaren-Mercedes   | 1:21,078 | 09    |
| 10                                                                         | Heinz-Harald Frentzen | Sauber-Ford        | 1:21,113 | 10    |
| 11                                                                         | Martin Brundle        | Jordan-Peugeot     | 1:21,177 | 11    |
| 12                                                                         | Johnny Herbert        | Sauber-Ford        | 1:21,210 | 12    |
| 13                                                                         | Jos Verstappen        | Footwork-Hart      | 1:21,367 | 13    |
| 14                                                                         | Mika Salo             | Tyrrell-Yamaha     | 1:21,458 | 14    |
| 15                                                                         | Olivier Panis         | Ligier-Mugen-Honda | 1:21,509 | 15    |
| 16                                                                         | Ukyō Katayama         | Tyrrell-Yamaha     | 1:21,812 | 16    |
| 17                                                                         | Pedro Diniz           | Ligier-Mugen-Honda | 1:22,733 | 17    |
| 18                                                                         | Giancarlo Fisichella  | Minardi-Ford       | 1:22,921 | 18    |
| 19                                                                         | Pedro Lamy            | Minardi-Ford       | 1:23,139 | 19    |
| 20                                                                         | Ricardo Rosset        | Footwork-Hart      | 1:23,620 | 20    |
| 107-Prozent-Zeit: 1:24,467 min (bezogen auf die Bestzeit von 1:19,941 min) |                       |                    |          |       |
| DNQ                                                                        | Andrea Montermini     | Forti-Ford         | 1:25,053 | –     |
| DNQ                                                                        | Luca Badoer           | Forti-Ford         | 1:25,840 | –     |

### Rennen
| Pos. | Fahrer                | Konstrukteur       | Runden | Stopps | Zeit        | Start | Schnellste Runde |
| ---- | --------------------- | ------------------ | ------ | ------ | ----------- | ----- | ---------------- |
| 01   | Jacques Villeneuve    | Williams-Renault   | 67     | 2      | 1:33:26,473 | 02    | 1:22,090 (45.)   |
| 02   | Michael Schumacher    | Ferrari            | 67     | 2      | + 0,762     | 03    | 1:21,769 (49.)   |
| 03   | David Coulthard       | McLaren-Mercedes   | 67     | 2      | + 32,834    | 06    | 1:22,550 (64.)   |
| 04   | Damon Hill            | Williams-Renault   | 67     | 2      | + 33,511    | 01    | 1:21,363 (55.)   |
| 05   | Rubens Barrichello    | Jordan-Peugeot     | 67     | 2      | + 33,713    | 05    | 1:22,472 (45.)   |
| 06   | Martin Brundle        | Jordan-Peugeot     | 67     | 2      | + 55,567    | 11    | 1:22,815 (51.)   |
| 07   | Johnny Herbert        | Sauber-Ford        | 67     | 2      | + 1:18,027  | 12    | 1:23,225 (10.)   |
| 08   | Mika Häkkinen         | McLaren-Mercedes   | 67     | 4      | + 1:18,438  | 09    | 1:22,078 (36.)   |
| 09   | Gerhard Berger        | Benetton-Renault   | 67     | 3      | + 1:21,061  | 08    | 1:22,004 (08.)   |
| 10   | Pedro Diniz           | Ligier-Mugen-Honda | 66     | 1      | + 1 Runde   | 17    | 1:23,720 (09.)   |
| 11   | Ricardo Rosset        | Footwork-Hart      | 65     | 2      | + 2 Runden  | 20    | 1:24,050 (43.)   |
| 12   | Pedro Lamy            | Minardi-Ford       | 65     | 2      | + 2 Runden  | 19    | 1:24,369 (14.)   |
| 13   | Giancarlo Fisichella  | Minardi-Ford       | 65     | 2      | + 2 Runden  | 18    | 1:24,660 (21.)   |
| –    | Heinz-Harald Frentzen | Sauber-Ford        | 59     | 3      | DNF         | 10    | 1:22,697 (22.)   |
| –    | Jos Verstappen        | Footwork-Hart      | 38     | 0      | DNF         | 13    | 1:23,233 (15.)   |
| –    | Olivier Panis         | Ligier-Mugen-Honda | 6      | 0      | DNF         | 15    | 1:24,168 (04.)   |
| –    | Eddie Irvine          | Ferrari            | 6      | 0      | DNF         | 07    | 1:24,616 (02.)   |
| –    | Jean Alesi            | Benetton-Renault   | 1      | 0      | DNF         | 04    | 1:36,595 (01.)   |
| DSQ  | Mika Salo             | Tyrrell-Yamaha     | 66     | 2      | + 1 Runde   | 14    | 1:22,791 (31.)   |
| DSQ  | Ukyō Katayama         | Tyrrell-Yamaha     | 65     | 2      | + 2 Runden  | 16    | 1:22,602 (27.)   |

Anmerkungen
1. ↑  Salo beendete das Rennen auf Platz 10. Nach dem Rennen wurde allerdings festgestellt, dass sein Auto untergewichtig war und er wurde disqualifiziert.
2. ↑  Katayama beendete das Rennen auf Platz 12. Er wurde nachträglich disqualifiziert, da es beim Start einen illegalen Anschub erhalten hatte.

## WM-Stände nach dem Rennen
Die ersten sechs des Rennens bekamen 10, 6, 4, 3, 2 bzw. 1 Punkt(e).

### Fahrerwertung
| Pos. | Fahrer             | Konstrukteur       | Punkte |
| ---- | ------------------ | ------------------ | ------ |
| 01   | Damon Hill         | Williams-Renault   | 33     |
| 02   | Jacques Villeneuve | Williams-Renault   | 22     |
| 03   | Jean Alesi         | Benetton-Renault   | 10     |
| 04   | Michael Schumacher | Ferrari            | 10     |
| 05   | Eddie Irvine       | Ferrari            | 6      |
| 06   | Mika Häkkinen      | McLaren-Mercedes   | 5      |
| 07   | Rubens Barrichello | Jordan-Peugeot     | 5      |
| 08   | David Coulthard    | McLaren-Mercedes   | 4      |
| 09   | Gerhard Berger     | Benetton-Renault   | 3      |
| 10   | Mika Salo          | Tyrrell-Yamaha     | 3      |
| 11   | Olivier Panis      | Ligier-Mugen-Honda | 1      |
| 12   | Martin Brundle     | Jordan-Peugeot     | 1      |

| Pos. | Fahrer                | Konstrukteur       | Punkte |
| ---- | --------------------- | ------------------ | ------ |
| 13   | Jos Verstappen        | Footwork-Hart      | 1      |
| 14   | Johnny Herbert        | Sauber-Ford        | 0      |
| 15   | Pedro Diniz           | Ligier-Mugen-Honda | 0      |
| 16   | Heinz-Harald Frentzen | Sauber-Ford        | 0      |
| 17   | Ricardo Rosset        | Footwork-Hart      | 0      |
| 18   | Ukyō Katayama         | Tyrrell-Yamaha     | 0      |
| 19   | Pedro Lamy            | Minardi-Ford       | 0      |
| 20   | Andrea Montermini     | Forti-Ford         | 0      |
| 21   | Luca Badoer           | Forti-Ford         | 0      |
| 22   | Giancarlo Fisichella  | Minardi-Ford       | 0      |
| –    | Tarso Marques         | Minardi-Ford       | 0      |

### Konstrukteurswertung
| Pos. | Konstrukteur     | Punkte |
| ---- | ---------------- | ------ |
| 01   | Williams-Renault | 55     |
| 02   | Ferrari          | 16     |
| 03   | Benetton-Renault | 13     |
| 04   | McLaren-Mercedes | 9      |
| 05   | Jordan-Peugeot   | 6      |
| 06   | Tyrrell-Yamaha   | 3      |

| Pos. | Konstrukteur       | Punkte |
| ---- | ------------------ | ------ |
| 07   | Ligier-Mugen-Honda | 1      |
| 08   | Footwork-Hart      | 1      |
| 09   | Sauber-Ford        | 0      |
| 10   | Minardi-Ford       | 0      |
| 11   | Forti-Ford         | 0      |